# Список дипломатических миссий Либерии

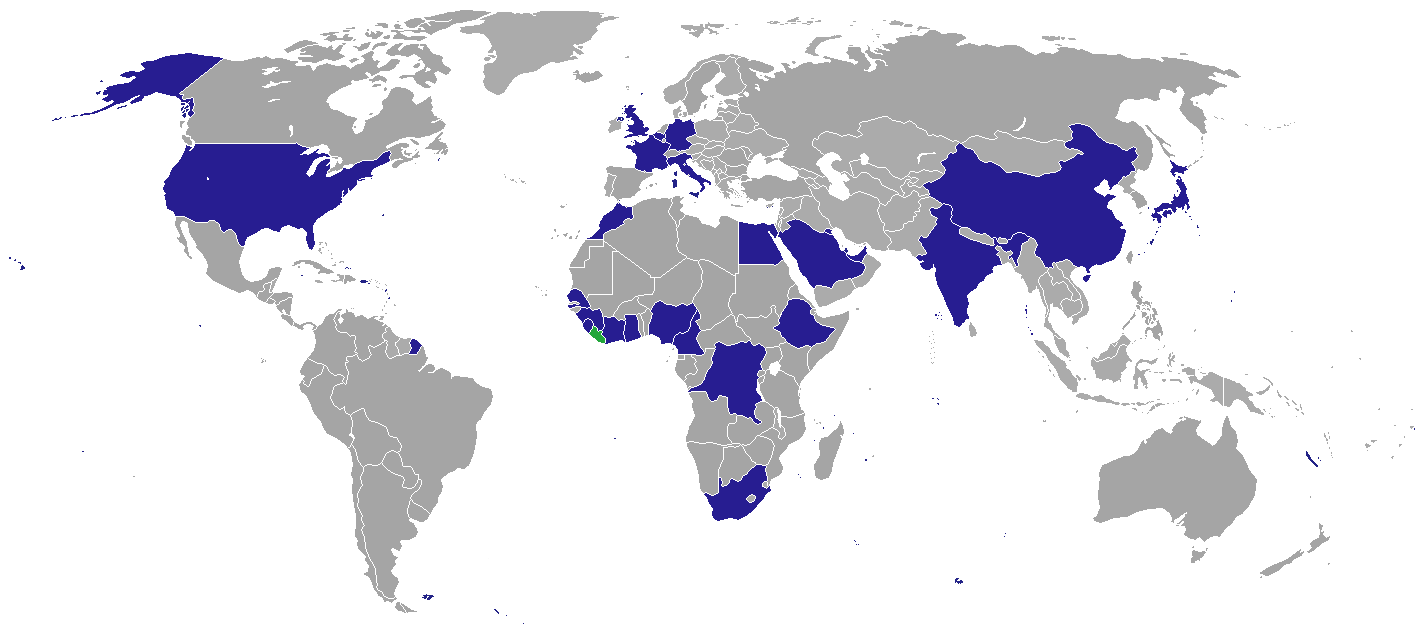
Дипломатические миссии Либерии

Список дипломатических миссий Либерии — перечень дипломатических миссий (посольств) Либерии в странах мира (не включает почётных консульств).

## Европа

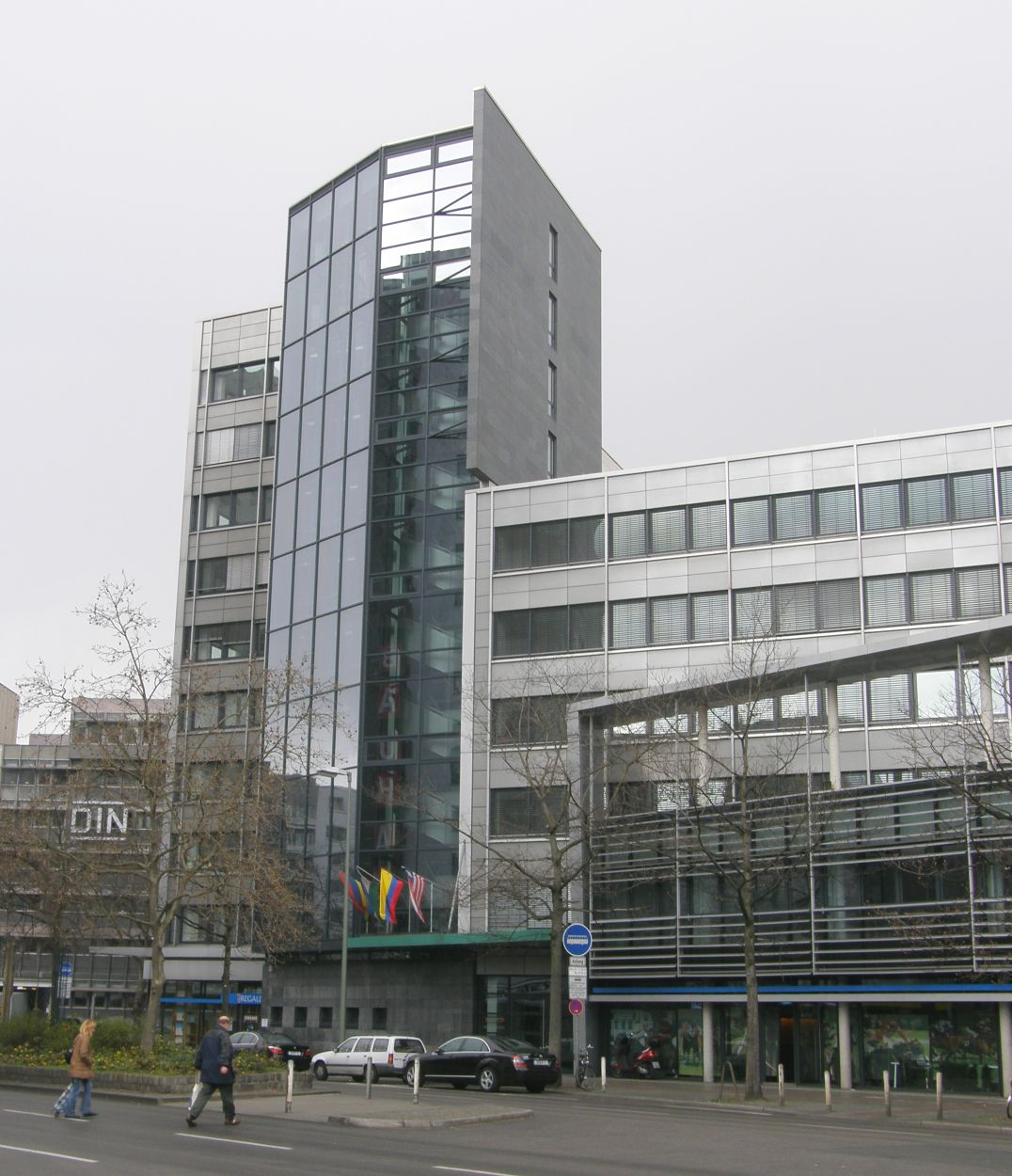
Посольство Либерии в Берлине

- Бельгия
  - Брюссель (посольство)
- Великобритания
  - Лондон (посольство)
- Германия
  - Берлин (посольство)
- Италия
  - Рим (посольство)
- Франция
  - Париж (посольство)

## Азия
- Китай
  - Пекин (посольство)
- Япония
  - Токио (посольство)

## Америка
- США
  - Вашингтон (посольство)

## Африка
- Гана
  - Аккра (посольство)
- Гвинея
  - Конакри (посольство)
- Египет
  - Каир (посольство)
- Камерун
  - Яунде (посольство)
- ДР Конго
  - Киншаса (посольство)
- Кот-д’Ивуар
  - Абиджан (посольство)
- Ливия
  - Триполи (посольство)
- Марокко
  - Рабат (посольство)
- Нигерия
  - Абуджа (посольство)
- Сьерра-Леоне
  - Фритаун (посольство)
- Эфиопия
  - Аддис-Абеба (посольство)
- ЮАР
  - Претория (посольство)

## Международные организации
- Аддис-Абеба (постоянное представительство при Африканском союзе)
- Брюссель (представительство при ЕС)
- Женева (постоянное представительство при ООН и международных организациях)
- Нью-Йорк (постоянное представительство при ООН)
- Париж (постоянное представительство при ЮНЕСКО)